# 1555 Dejan
1555 Dejan (1941 SA) là một tiểu hành tinh vành đai chính được phát hiện ngày 15 tháng 9 năm 1941 bởi Rigaux, F. ở Uccle. Nó đặt theo tên của Serb, con trai nhà thiên văn học Petar Đurković.